# كليبر غوايانو
كليبر غوايانو (بالبرتغالية: Cléber Resende de Oliveira‏) هو لاعب كرة قدم برازيلي في مركز الوسط، ولد في 6 يناير 1979 في Heitoraí ‏ في البرازيل. لعب مع باوليستا ونادي غواراني ونادي غوياس ونادي فورتاليزا ونادي فيلا نوفا.

## وصلات خارجية
- كليبر غوايانو على موقع قاعدة بيانات كرة القدم.إي يو (الإنجليزية)
- كليبر غوايانو على موقع Soccerway.com (الإنجليزية)